# Ауреус

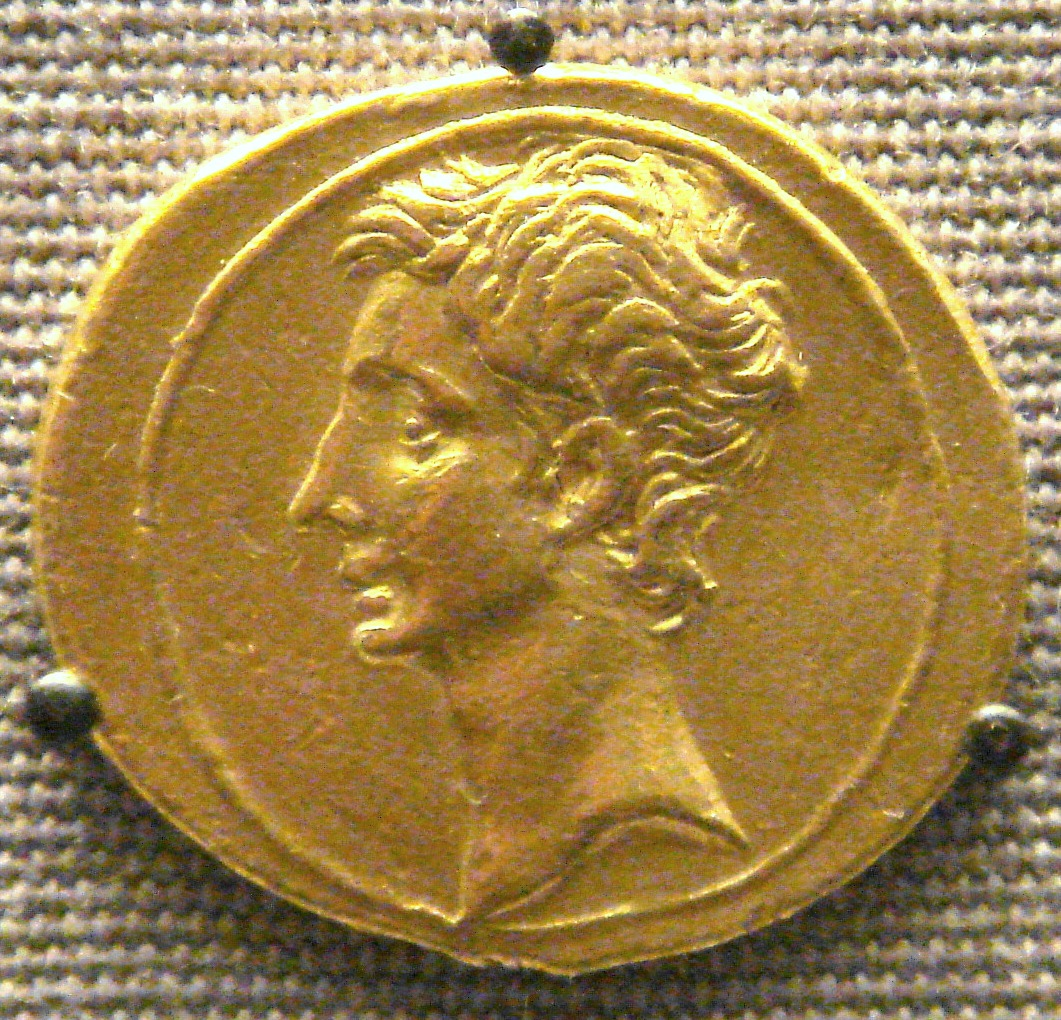
Ауреус Августа, бл 30 до н. е.

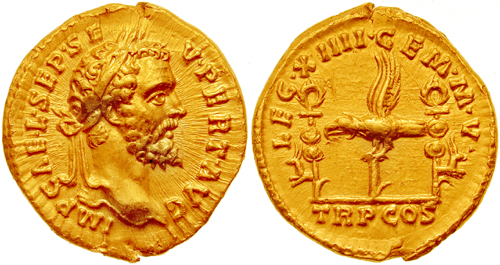
Ауреус Септімія Севера (193)

Ауреус, або аврей (лат. aureus), — давньоримська золота монета. Назва походить від лат. aurum — золото. Введена в обіг під час Другої Пунічної війни. Спочатку використовувалася виключно як нагородна монета — для роздачі військам в нагороду за отримані перемоги. Перебувала в обігу більше п'ятисот років, за цей час неодноразово девальвувалася. Після останньої девальвації, проведеної імператором Костянтином стала називатися солідус (лат. solidus).

## Вартість ауреуса
| Рік              | Правління                      | Маса       | Еквівалент                    |
| ---------------- | ------------------------------ | ---------- | ----------------------------- |
| 203 рік до н. е. | Консул Публій Корнелій Сципіон | 1 скрупул  | 20 срібних сестерцій          |
| 31 рік до н. е.  | Імператор Август Октавіан      | 1/40 лібри | 25 денаріїв                   |
| 60 рік           | Імператор Нерон                | 1/45 лібри | 25 денаріїв                   |
| 90 рік           | Імператор Доміціан             | 1/50 лібри | 25 денаріїв                   |
| 285 рік          | Імператор Діоклетіан           | 1/60 лібри | 25 денаріїв або 100 сестерцій |
| 325 рік          | Імператор Костянтин            | 1/72 лібри | 25 денаріїв або 100 сестерцій |